# Ardal (НРК)
«Арда́л» (англ. Ardal) — український наземний роботизований комплекс (НРК), розроблений компанією BUREVII, учасником кластера Brave1. Призначений для виконання логістичних завдань, евакуації поранених, розвідки та доставки боєприпасів у зоні бойових дій.

## Опис та характеристики
«Ардал» є багатофункціональним наземним роботом, який керується дистанційно. Він здатний долати відстань до 30 км та перевозити вантаж до 200 кг.
За даними Сухопутних військ ЗСУ, станом на липень 2025 року 47% усіх місій, що виконуються наземними роботизованими комплексами, припадають на логістику та евакуацію. НРК, такі як «Ардал», використовуються для доставки провізії, боєкомплекту та евакуації поранених, що дозволяє зберегти життя військовослужбовців.

## Бойове застосування
НРК «Ардал» активно використовується підрозділами Збройних сил України на фронті під час російсько-української війни.

### Евакуація з оточення на Куп'янському напрямку
Наприкінці лютого 2025 року троє українських військових опинилися в оточенні на Куп'янському напрямку. Через інтенсивні бойові дії та постійне спостереження ворожих дронів евакуювати їх було неможливо. Після місяця перебування в оточенні було вирішено задіяти робот «Ардал» для їх порятунку.
Операція з порятунку була спланована розробниками з компанії BUREVII спільно з командуванням 92-ї ОШБр та 154-ї ОМБр. У місії брали участь понад 50 осіб. Для відвернення уваги противника були задіяні засоби РЕБ, РЕР, аеророзвідка та дрони-бомбери.
Під час багатоденної операції «Ардал» подолав 17 кілометрів «сірою зоною» під обстрілами мінометів та артилерії і успішно евакуював усіх трьох бійців. Поранені були доставлені до шпиталю, а сам робот залишився неушкодженим і був повернутий.

### Евакуація поранених підрозділом К-2
У червні 2025 року командир 20-го окремого полку безпілотних систем Кирило Верес повідомив, що за допомогою НРК «Ардал» їхній підрозділ за чотири дні врятував чотирьох поранених військовослужбовців з піхотних та штурмових підрозділів. Евакуація відбувалася у небезпечній зоні, недоступній для традиційних медичних евакуаційних груп. Робот забирав пораненого та доставляв його до броньованого автомобіля Dingo для подальшої евакуації.

## Значення та перспективи
Використання наземних роботизованих комплексів, таких як «Ардал», є важливим кроком у модернізації української армії. За словами міністра цифрової трансформації Михайла Федорова, держава активно закуповує НРК з метою перекласти логістичні завдання на роботів та зберегти максимальну кількість життів військових. Командир 20-го ОПБС Кирило Верес зазначив: «Безпілотні системи вже змінили війну в повітрі та на морі. Тепер час для наземних роботів».